# New Zealand Customs Service
Der New Zealand Customs Service (NZCS), in Maori Te Mana Ārai O Aotearoa, ist ein Public Service Department (Behörde des öffentlichen Dienstes) in Neuseeland, das für die Kontrolle der Außengrenzen Neuseelands in Bezug auf Ein-/Ausreisende und Warenimport/-export zuständig ist.

## Geschichte
Der New Zealand Customs Service gibt sein Entstehungsdatum mit dem 5. Januar 1840 an, und damit dem Jahr, in dem der Treaty of Waitangi zwischen der britischen Krone und 45 Chiefs der verschiedenen Māori-Klans des Landes geschlossen wurde. Zu dieser Zeit war Neuseeland noch als Kolonie ein Teil von New South Wales. Ein Jahr später wurde das Custom Department direkt unter die Kontrolle des Lord Commissioner of the Treasury des Vereinigten Königreichs gestellt.
Am 30. September 1844 wurde der Zoll in Neuseeland vorübergehend abgeschafft, da die Regierung eine Steuer auf das gesamte Vermögen und Einkommen der Bürger einführte, überließ es ihnen aber in gutem Glauben, sich bezüglich ihrer Steuer selbst einzuschätzen. Doch nachdem daraufhin die Steuereinnahmen eingebrochen waren, führte der damalige Gouverneur im April 1845 den Zoll wieder ein.
Im Jahr 1858 wurde erstmals ein Commissioner of Customs ernannt, der heute einem Minister vergleichbar wäre und 1913 verabschiedete man das Gesetz des Customs Act 1913, das die gesetzliche Grundlage des Custom Department schuf. 1966 folgte der Customs Act 1966 und 1996 der Customs Act 1996, mit dem unter anderem der Name des Departments in New Zealand Customs Service geändert wurde. Im Jahr 2018 wurde die Gesetzesgrundlage mit dem Customs and Excise Act 2018 für den New Zealand Customs Service noch einmal geändert und ist seitdem gültig.

## Minister
Casey Costello von der Partei New Zealand First ist die seit dem 27. November 2023 für den New Zealand Customs Service zuständige Ministerin.

## Aufgaben und Ziele
Die Aufgabe des New Zealand Customs Service besteht einerseits darin Import- und Exportkontrollen an den See- und Flughäfen vorzunehmen  sowie die Abführung von Zollabgabe und die Goods and Services Taxes zu kontrollieren und deren Gebühren einzunehmen und anderseits zu verhindern, dass verbotene Waren, wie Rauschgift, Waffen oder biologische Produkte, die die Natur in Neuseeland gefährden könnten, ins Land einzuführen und zu kontrollieren und zu verhindern, dass Pflanzen oder Tiere, die dem Artenschutz unterliegen oder für die keine Genehmigungen vorliegen, auszuführen.